# Interactive Multimedia Association
Pour les articles homonymes, voir IMA.
L’Interactive Multimedia Association (IMA) est une ancienne association d'industriels du multimédia, qui a développé au début des années 1990 une gamme d'algorithmes audio.
Le plus important est l'algorithme ADPCM qui est utilisé par Apple et Microsoft.
L'IMA était basée à Annapolis, dans l'état américain du Maryland. Elle a cessé son activité vers 1998.